# 2 월드 트레이드 센터
투 월드 트레이드 센터(Two World Trade Center) 혹은 200 그리니치 스트리트(200 Greenwich Street)는 미국 뉴욕 시 구 세계 무역 센터 부지에 재건 중이었으나, 일단 보류된 신세계무역센터의 두 번째 마천루이다. 지상 82층, 403m로 종전 9.11 테러 이전의 세계 무역 센터 2번 건물의 높이(415m)와 비슷하지만 층수는 종전 110층에 비해 28층 낮다.

## 같이 보기
- 마천루 목록
- 세계 무역 센터
- 원 월드 트레이드 센터
- 쓰리 월드 트레이드 센터
- 포 월드 트레이드 센터
- 세븐 월드 트레이드 센터